# Antonio Tabet
Antonio Tabet, all'anagrafe Antonio Pedro Osório Tabet (Rio de Janeiro, 1974), è un blogger, attore e autore televisivo brasiliano.
È stato considerato una delle 100 persone più influenti del Brasile dalla rivista IstoÉ e uno dei 15 brasiliani più influenti su Internet dalla rivista GQ.  

## Biografia
Di ascendenze libanesi, si è laureato nel 1994 presso la Facoltà di Scienze della Comunicazione con specializzazione in Pubblicità e Propaganda presso l'Università Federale di Rio de Janeiro. 
Nel 2002, quando ancora lavorava come impiegato nel reparto marketing della Icatu Hartford Seguros, aveva iniziato a inviare barzellette e fotomontaggi via e-mail ai suoi colleghi. Questo suo passatempo gli ha dato poi spunto nel 2005 per la creazione del blog Kibe Loco, che nel 2007 registrava già 180.000 visite giornaliere. Nello stesso anno Tabet ha vinto il premio come miglior blogger assegnato annualmente dalla rivista Info Exame. Il blog Kibe Loco è stato poi inserito in Globo.com.
Per aver pubblicato materiale sul suo blog senza autorizzazione, Tabet è stato accusato di plagio in diverse occasioni. Nonostante ciò, egli ha proseguito la sua attività sul web ed è stato assunto da Rede Globo come autore per un segmento di Caldeirão do Huck, il programma domenicale condotto da Luciano Huck. In seguito è diventato unico autore del programma e anche consulente artistico.
Tabet dal 2007 risulta una delle 100 persone più influenti del Brasile. 
Nel 2011, insieme al regista e amico Ian SBF, ha deciso di creare un canale su Youtube. Per il team iniziale sono stati chiamati anche gli attori e sceneggiatori Gregório Duvivier e Fábio Porchat, nonché il pubblicista João Vicente de Castro. Nel 2012 i cinque hanno fondato la società di produzione di video comici Porta dos Fundos, trasmessi su Internet. Nel 2016 vi hanno caricato per la prima volta il primo dei loro film prodotti.  Nel 2019 Porchat ha vinto un Emmy per la sua prova in Porta dos Fundos Christmas Special. 
Nel 2012 Tabet ha iniziato la sua carriera di attore. Ha lavorato in alcuni film, tra cui il discusso La prima tentazione di Cristo (una delle produzioni Porta dos Fundos), dove ha svolto il ruolo di Dio. Nel 2023 è stato scritturato per la telenovela Elas por Elas. Ha anche doppiato alcuni personaggi in film di animazione.
Nel 2025 Tabet e Ian SBF hanno annunciato di aver abbandonato la Porta dos Fundos.